# ALCM (ミサイル)
| AGM-86 ALCM | AGM-86 ALCM |
| ----------- | --- |
| AGM-86B     | |
| 概要        | |
| 用途        | 空対地戦略巡航ミサイル |
| 開発        | ボーイング |
| 開発開始    | AGM-86A：1974年06月 |
| 配備開始    | AGM-86B：1982年12月 AGM-86C：1991年01月 AGM-86D：2001年11月                                                                         |
| 諸元        | |
| 全長        | AGM-86A：14ft (4.27m) AGM-86B/C/D：20ft 9in (6.325m)                                                                                |
| 胴体幅      | 24.5in (0.6223m) |
| 翼幅        | AGM-86A：9ft 6in (2.90m) AGM-86B/C/D：12ft (3.658m)                                                                                 |
| 重量        | 3,150lbs (1,429kg) |
| エンジン    | F-107-WR-101ターボファン×1 推力：600lbf (2.67kN)                                                                                    |
| 巡航速度    | AGM-86B：約550mph (約885km/h) AGM-86C/D：高亜音速                                                                                   |
| 射程        | AGM-86A：700mile (1,127km) AGM-86B：1,500mile+ (2,414km+) AGM-86C：600n.mile (1,111km)                                              |
| 弾頭        | AGM-86A/B：W80-1 (5-150kt) AGM-86C Block 0：2,000lbs (907kg) AGM-86C Block 1：3,000lbs (1,361kg) AGM-86D：1,200lbs (544kg) 貫通弾頭 |
| 誘導方式    | AGM-86A/B：TERCOM + INS AGM-86C/D：GPS + TERCOM + INS                                                                               |
| コスト      | AGM-86B：＄100万 AGM-86C：＄116万 AGM-86D：＄189.6万                                                                                |

ALCMは、アメリカ空軍が長距離攻撃スタンドオフ兵器として採用・運用している兵器である。名称は"Air Launch Cruise Missile"の略であり、直訳すると、空中発射巡航ミサイルとなる。制式採用名称はAGM-86で、SRAMの後継ミサイルとして爆撃機に搭載され、運用される。

## 開発経緯
ALCMは、極めて特異な開発経緯を持つミサイルである。アメリカ軍は1960年代に、ADM-20 クエイルの後続となる亜音速武装化囮（SCAD ,Subsonic Cruise Armed Decoy）の計画をスタートさせ、研究を開始した。これは、敵の迎撃を避けるため、囮となる無人航空機の計画であり、さらには核弾頭による武装も構想された。このプロジェクトは1973年6月時点で中止された。しかし、その開発した囮技術を流用して、空中発射型の巡航ミサイルを開発する案が提案され、翌月7月には開発がスタートした。
こうして開発されたのがAGM-86Aで、1975年6月に初めての投下試験が行われ、翌1976年3月5日には飛翔試験が、同年9月9日には完全な誘導飛行試験を成功させた。

### 制式採用
初期型のAGM-86Aは制式採用されず、続いて全長を2m延伸し射程を延ばしたAGM-86Bが開発された。このAGM-86Bがアメリカ空軍の空中発射巡航ミサイルとして制式採用され、1981年4月から空軍への引渡し（試験機完成は1979年）が始まっている。主契約者はボーイング。AGM-86Bは1986年まで生産され、1,715発が引き渡された。

## 機体
ALCMは、もともとデコイ（偽標的、囮）として開発されたため、飛行機のような形をしており、主翼、尾翼を備え、ミサイルとしては比較的大きい。胴体部の断面は下面が広い三角形を成し、その下に展開式の主翼がある。この主翼は投下後に伸張され揚力を生む。
機体の姿勢制御によって誘導を行い、最後尾の水平尾翼（これも展開式）を用いる。この水平尾翼のみが動翼（操縦翼面）となっており、主翼および垂直尾翼には操縦翼面がない。また、上部には固定式の安定用垂直尾翼と、ジェットエンジンの空気取り入れ口（エアインテーク）を持つ。

## 母機
ALCMが運用可能な航空機は、B-52G/HとB-1Bである。両機とも、機内8発・機外12発の計20発の搭載能力を持つ。B-1BについてはB型の搭載・運用能力を有し、搭載試験は行われたものの、ALCMの実運用は行われていない。そのため、実運用はもっぱらB-52G/Hによって行われている。

## 発射プロセス
ミサイルは発射されると、本体下の主翼を展開し、対地高度135mまで落下する。その後、F107-WR-101ターボファンエンジンが点火され、飛翔誘導を開始する。
AGM-86A/Bでは、慣性航法装置と、TERCOMという地形参照航法装置を使い、事前登録された地形データを参照しながら目標へと向かう。AGM-86C/Dの場合は、これらにGPSを加えている。

## 派生型
AGM-86シリーズは、核弾頭搭載型のAGM-86A/B（前記したとおりA型は不採用）の他にもいくつかの派生型が存在する。

### AGM-86C ALCM (CALCM)
AGM-86Bに搭載されていたW-80-1 熱核弾頭を通常弾頭（2,000lb 900kg）に置き換えたもので、1986年から極秘裏に開発が行われた。1988年から配備が行われている。以後、ALCMの通常弾頭型は、CALCM（Conventional Air Launch Cruise Missile）と呼ばれている。
1996年からは改良型のGPS、改良型弾頭を使用したタイプが生産され、これらはAGM-86C ブロック1と呼ばれる。また、このブロック1のGPSチャンネル数を8チャンネル（より多いチャンネルを持つほうが、電波妨害に強く、高精度で信頼性が高い）に増やしたブロック1Aも存在する。

### AGM-86D CALCM
AGM-86C ACM（CALCM）の能力向上型で、弾頭を貫通弾頭にし、航法装置にディファレンシャルGPSを採用したもの。

## 実戦での使用
核弾頭搭載型のAGM-86Bは実戦での使用経験はないが、通常弾頭を搭載したAGM-86C Block1は湾岸戦争の時、アメリカ空軍のB-52Gに搭載されて出撃し、発射され、85%以上が目標に命中したと言われる。1998年のデザートフォックス作戦や2003年のイラク戦争でも使用されている。

## 退役
通常弾頭型のAGM-86C/D CALCMは、2019年に米空軍から退役した。